# とかち (護衛艦)
とかち（ローマ字：JDS Tokachi, DE-218）は、海上自衛隊の護衛艦。ちくご型護衛艦の4番艦。艦名は十勝川に由来し、艦艇名としては旧海軍通して初の命名である。

## 艦歴
「とかち」は、第3次防衛力整備計画に基づく昭和44年度計画警備艦1218号艦として、三井造船玉野事業所で1970年12月11日に起工され、1971年11月25日に進水、1972年5月17日に就役し、大湊地方隊第35護衛隊に編入された。
1973年8月31日、第35護衛隊が第4護衛隊群隷下に編成替え。
1982年3月27日、第35護衛隊が再び大湊地方隊隷下に編成替え。
1985年3月27日、呉地方隊第38護衛隊に編入され、定係港が呉に転籍。
1998年4月15日、除籍。

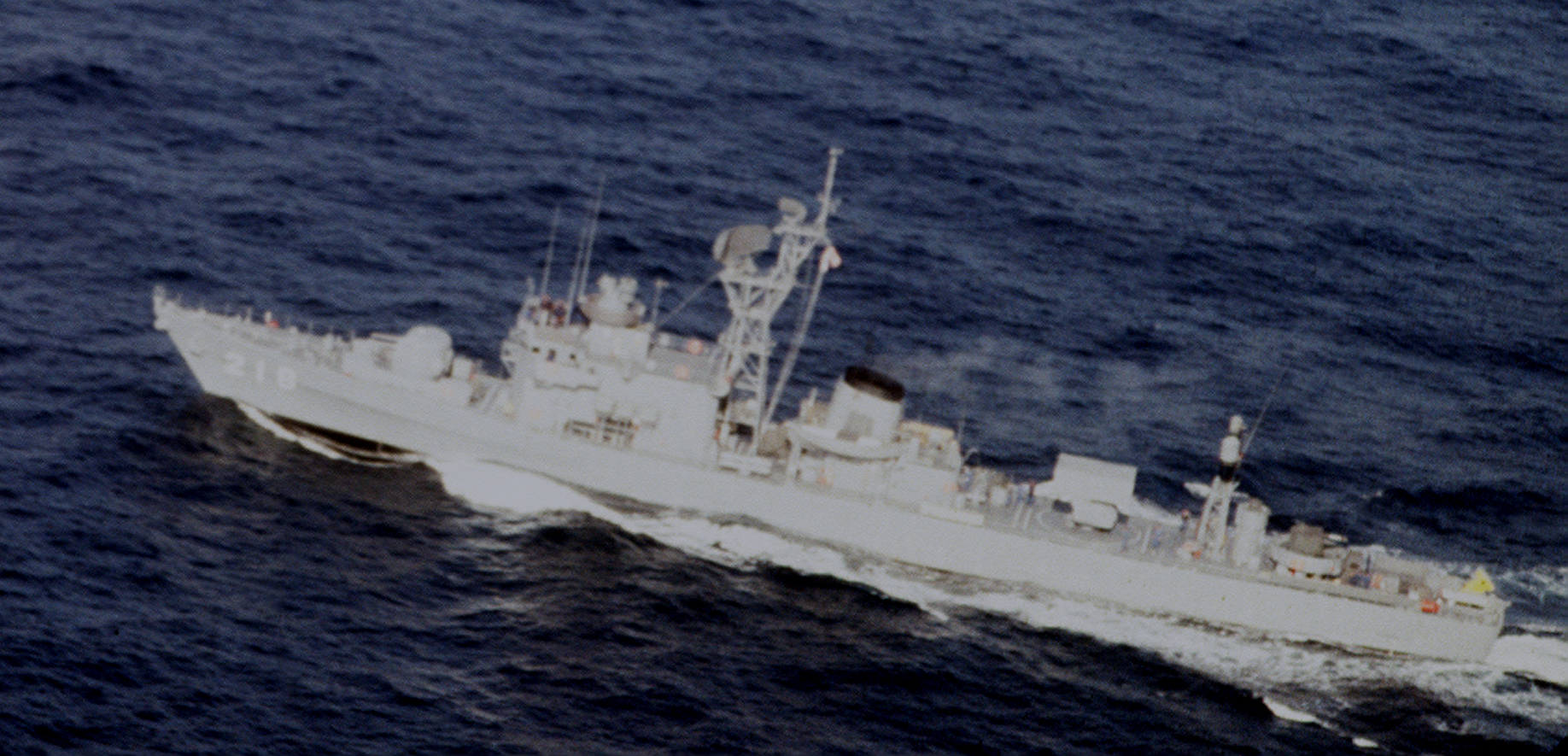
日本海を航行中（1987年）
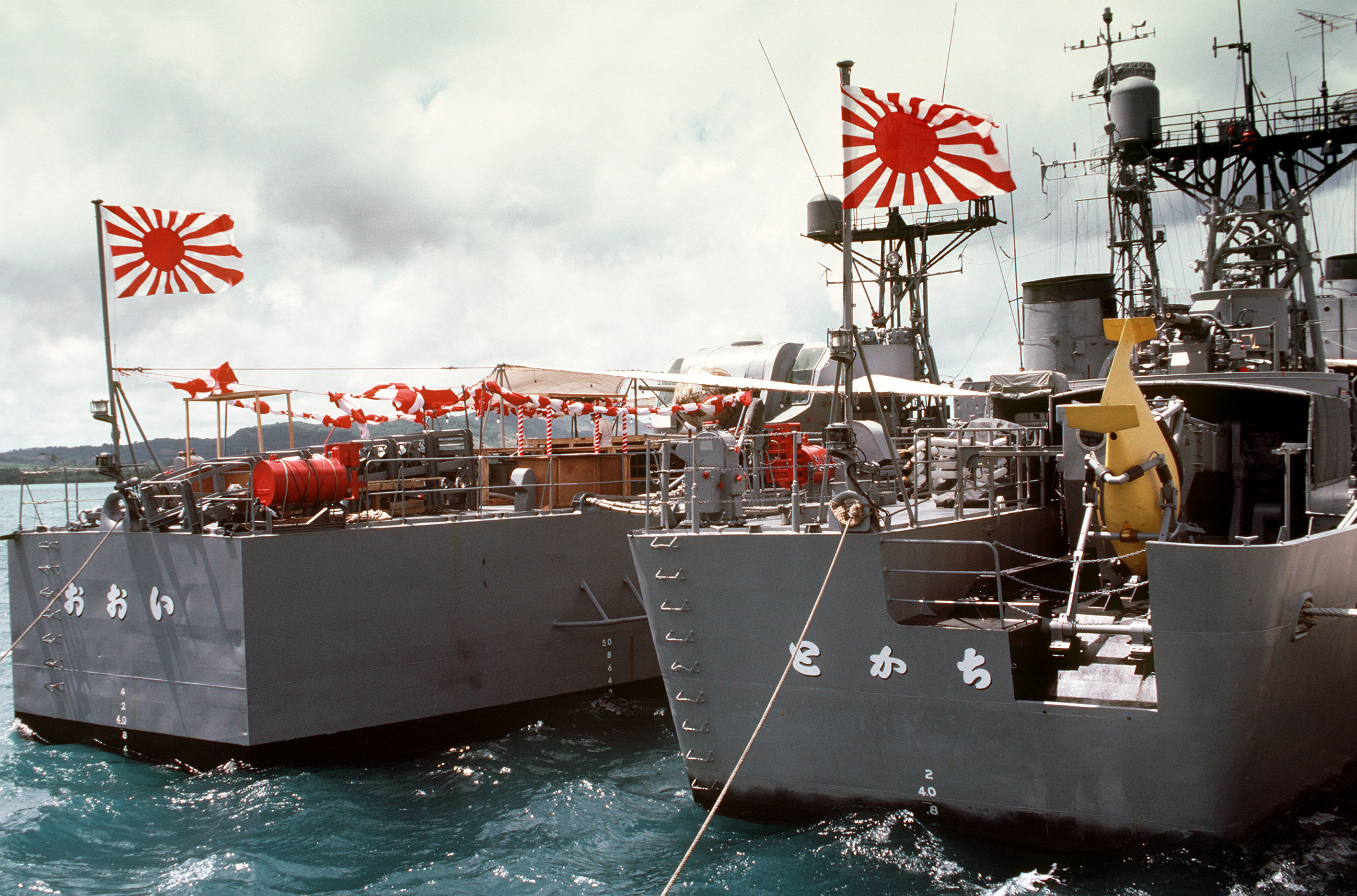
グアム島に停泊中の「とかち」左はいすず型「おおい」